# Сандвіч

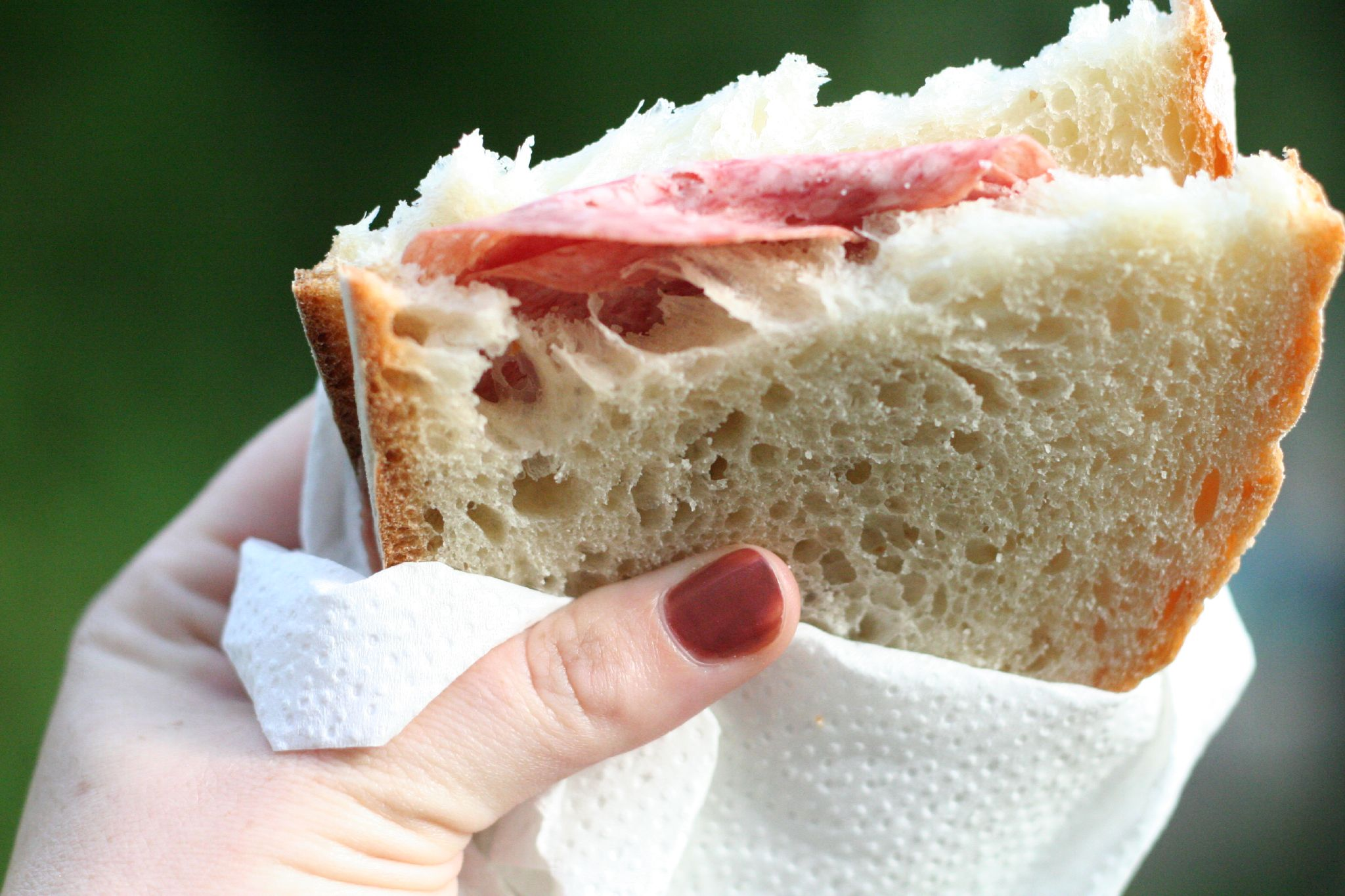
Сандвіч із салямі

Сéндвіч (англ. sandwich) — різновид бутерброда. Складається з двох або декількох скибочок хліба (часто булки) і одного або декількох шарів м'яса та інших начинок. У великих містах (особливо на Заході) сандвіч став невід'ємною частиною культури харчування. У Лондоні існує безліч компаній, що торгують сандвічами (Benjys, Pret-а-manger). Найбільшими у світі виробниками сандвічів є мережі ресторанів McDonald's, Subway, Burger King і KFC. Сандвіч часто беруть з собою на роботу чи у школу, або навіть на пікнік. Слід зазначити, що в багатьох частинах світу є аналоги сандвічу. У США і Канаді поширені сандвічі трикутної форми, які називають «клубними сандвічами». Клубні сандвічі часто продаються по дві штуки в пластиковій або картонній упаковці. Як правило, 2 клубні сандвічі — це розрізаний по діагоналі один сандвіч, що складається з прямокутних тостів.

## Історія
Сандвіч названий на честь Джона Монтегю, 4-го графа Сандвічського (1718–1792), лондонського міністра і гравця, який згідно з легендою в 1762 винайшов його. Під час гри в крибедж, яка тривала вже декілька годин, він не знайшов часу поїсти. Джон Монтегю замовив у слуги, щоб йому подали їжу між двома скибочками хліба. Його друзям-гравцям сподобався такий спосіб їжі без відриву від гри, і вони теж замовили хліб «по-сандвічськи». За іншою версією, той же граф Сандвіч любив полювати.

## Сандвіч в Україні
У 90-х, з відкриттям ресторанів швидкого харчування, сандвічі стали популярними і в Україні. Кожен заклад створює свій різновид сандвіча, роблячи його нестандартним, мобільним і зручним для вживання в їжу.
Словом «сандвіч» також називають будівельні й інші інженерні конструкції, які містять більше двох шарів.

## Галерея

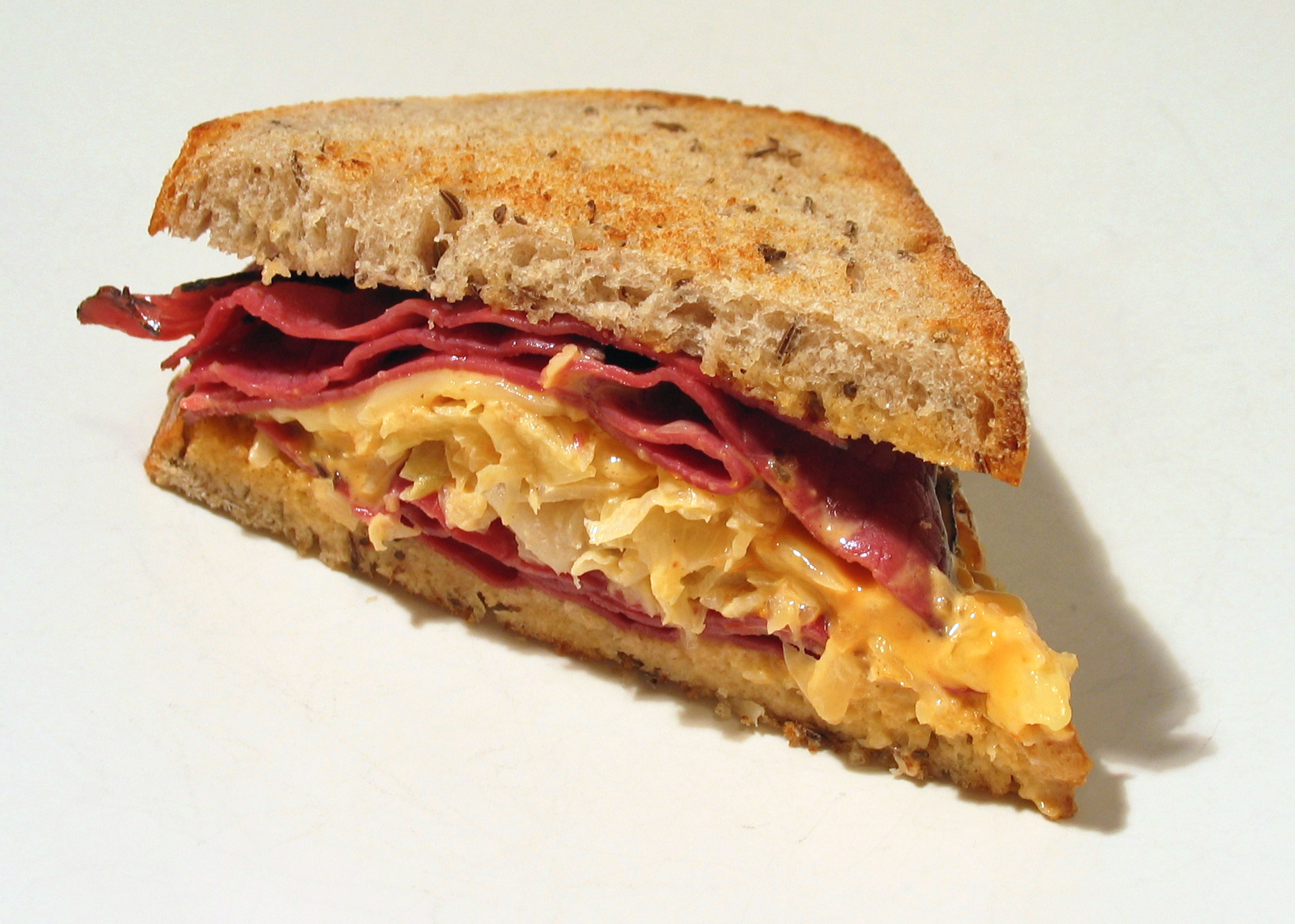
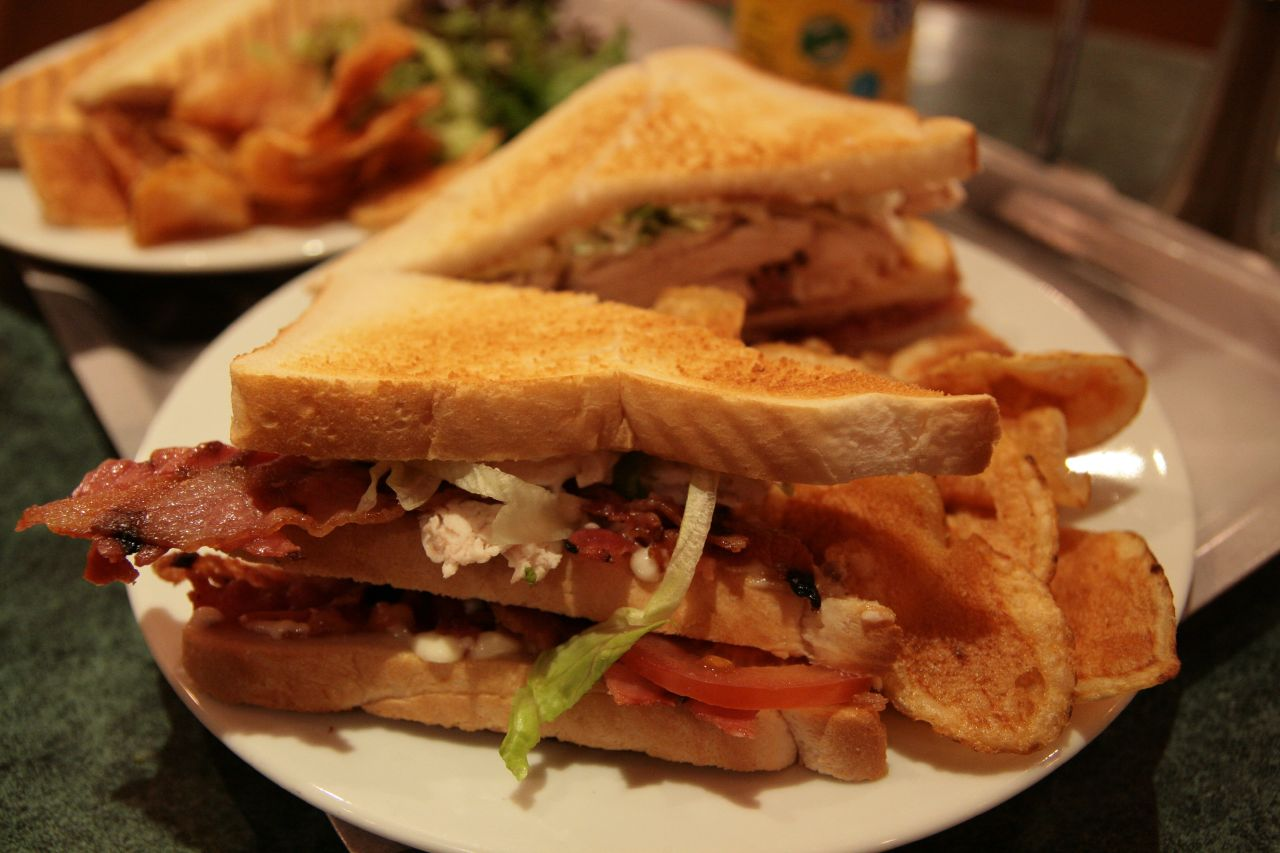
Клубний сандвіч
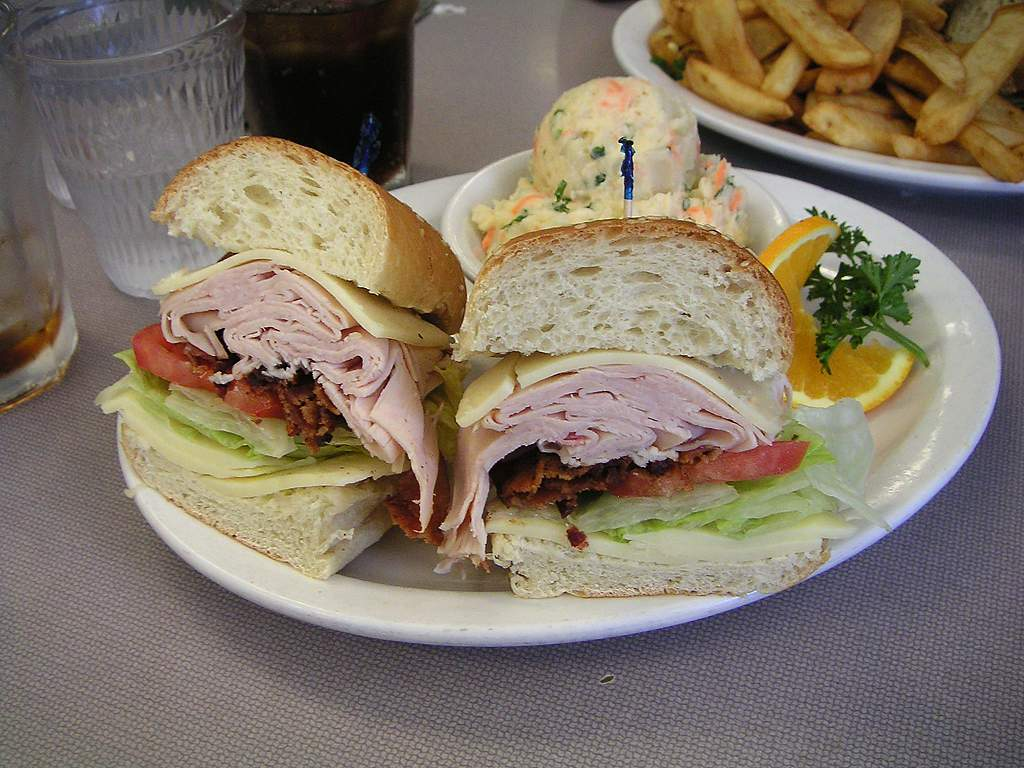
Сандвіч у Франції.
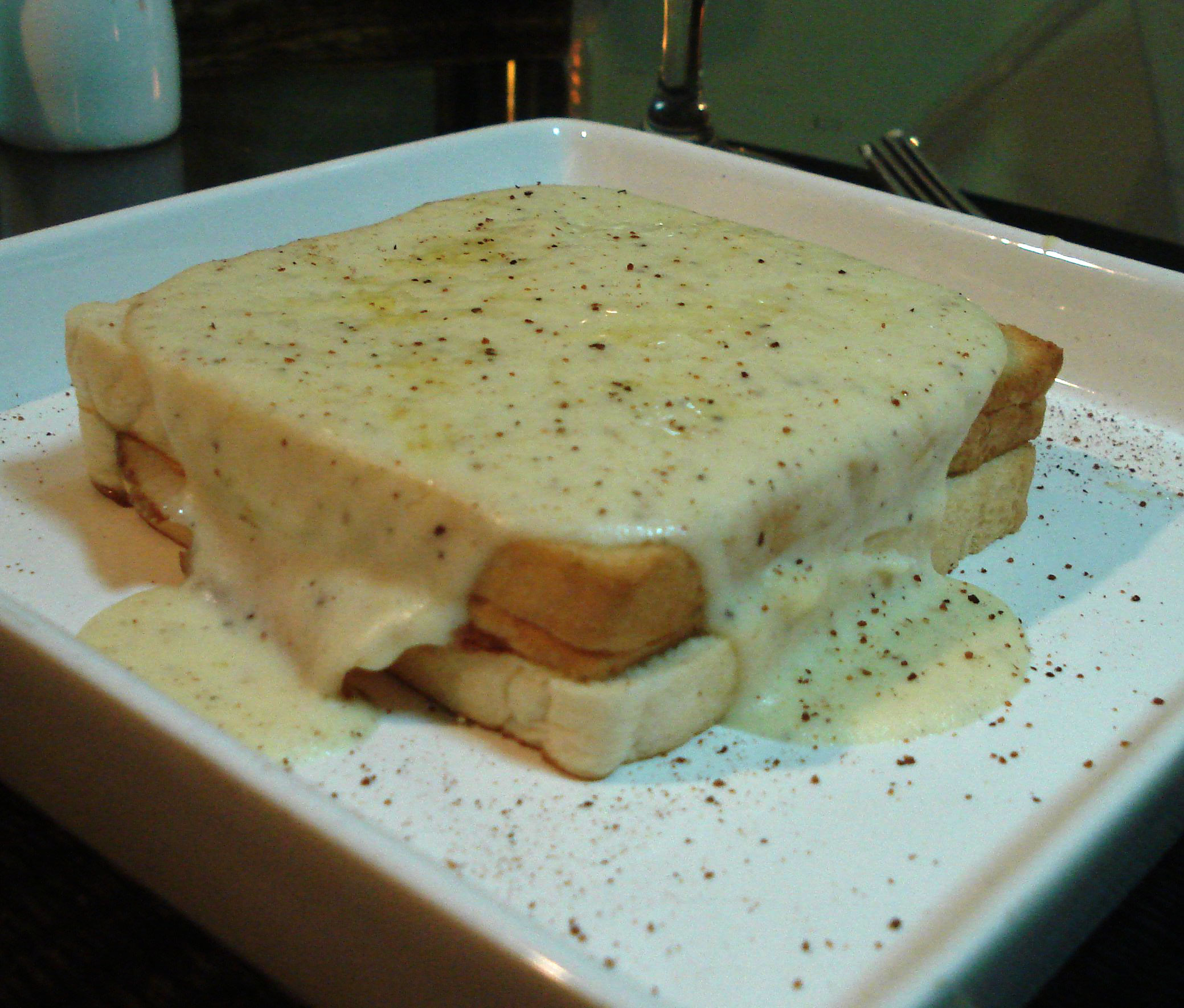
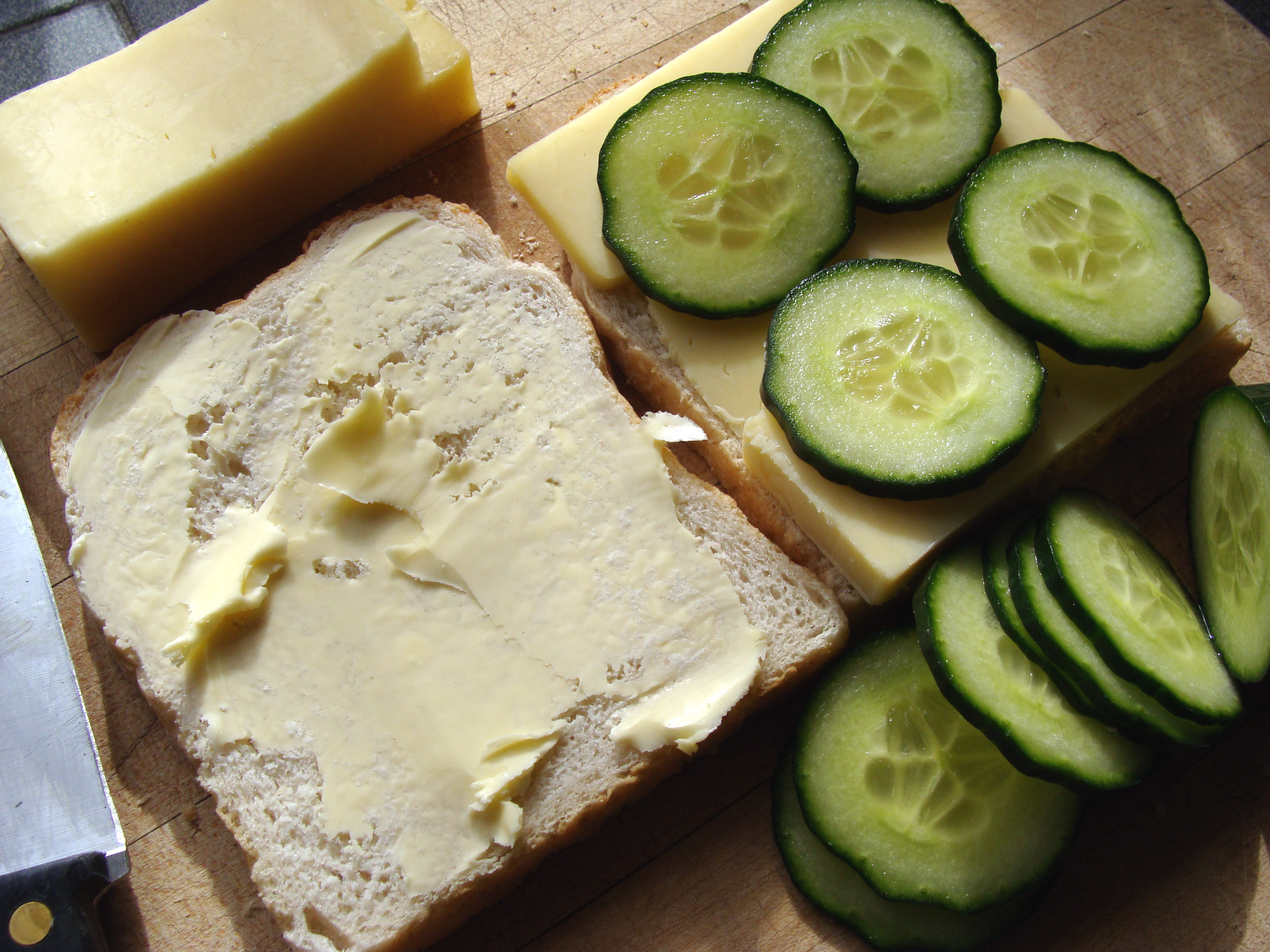
Процес створення сандвічу
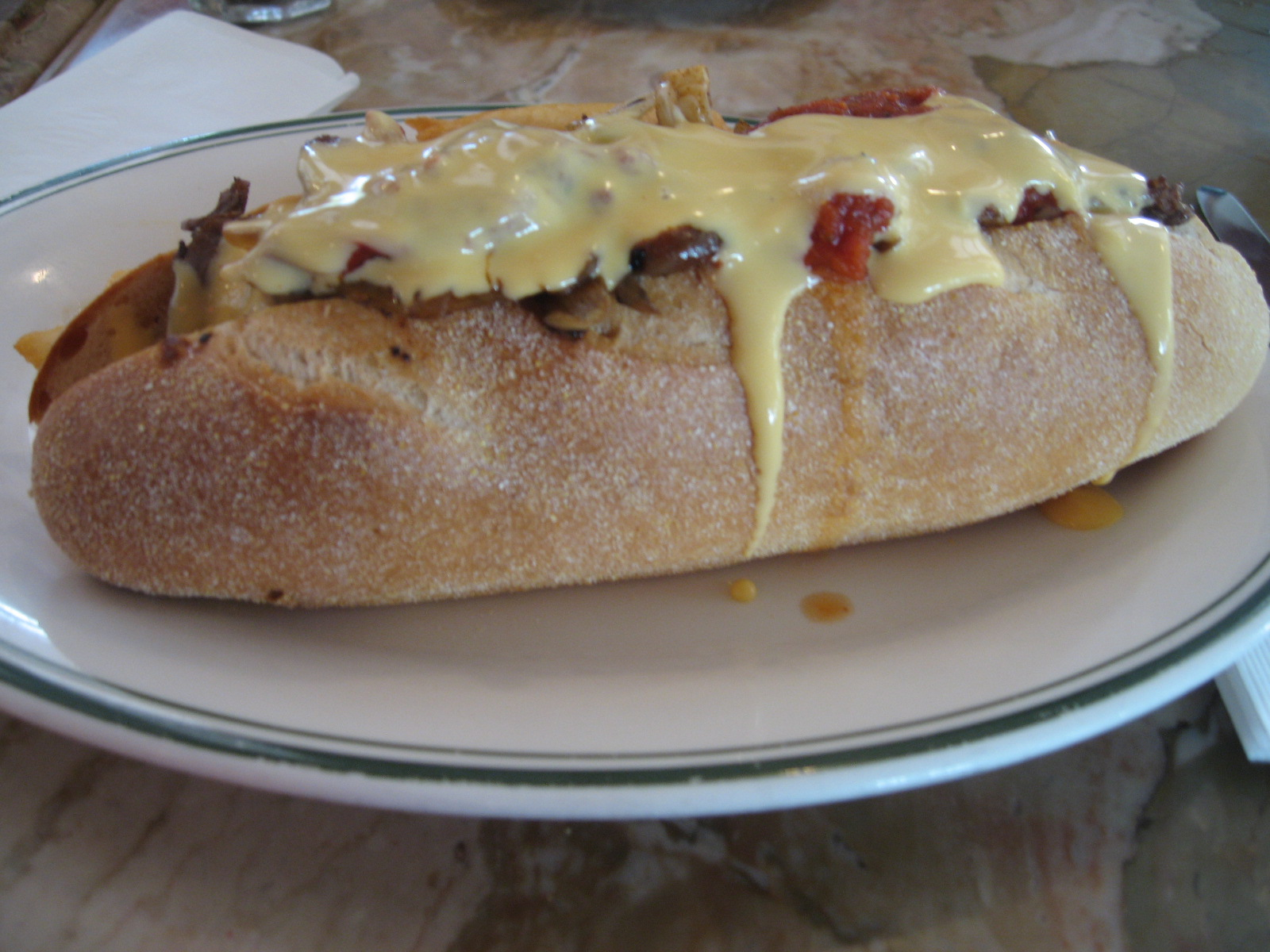
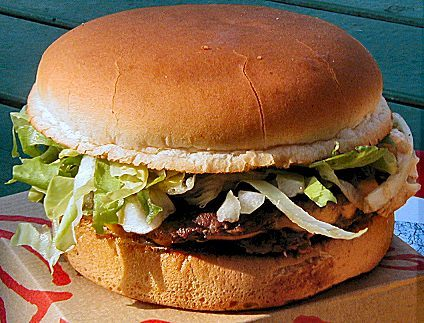
Гамбургер
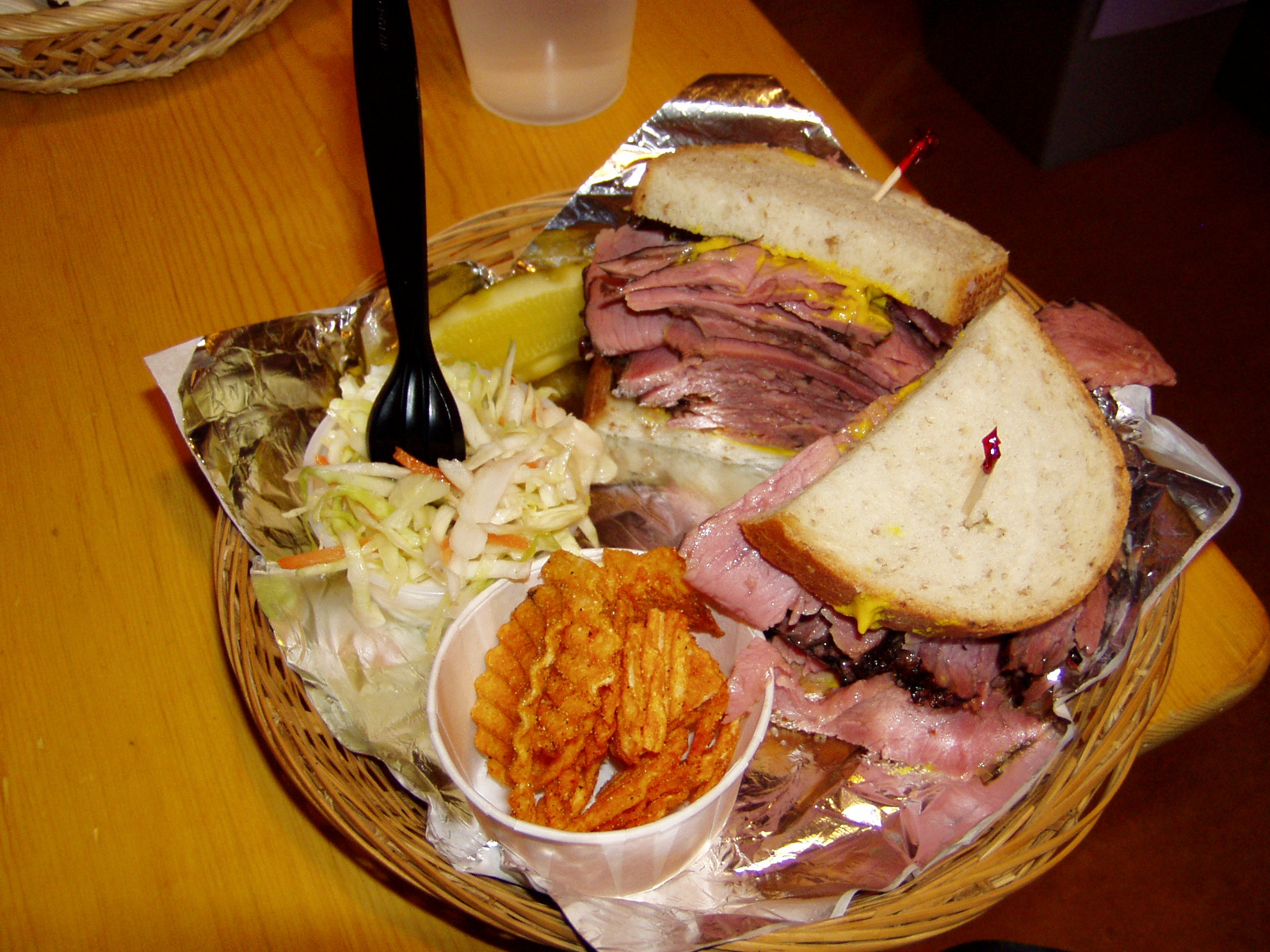
Сандвіч з м'ясом
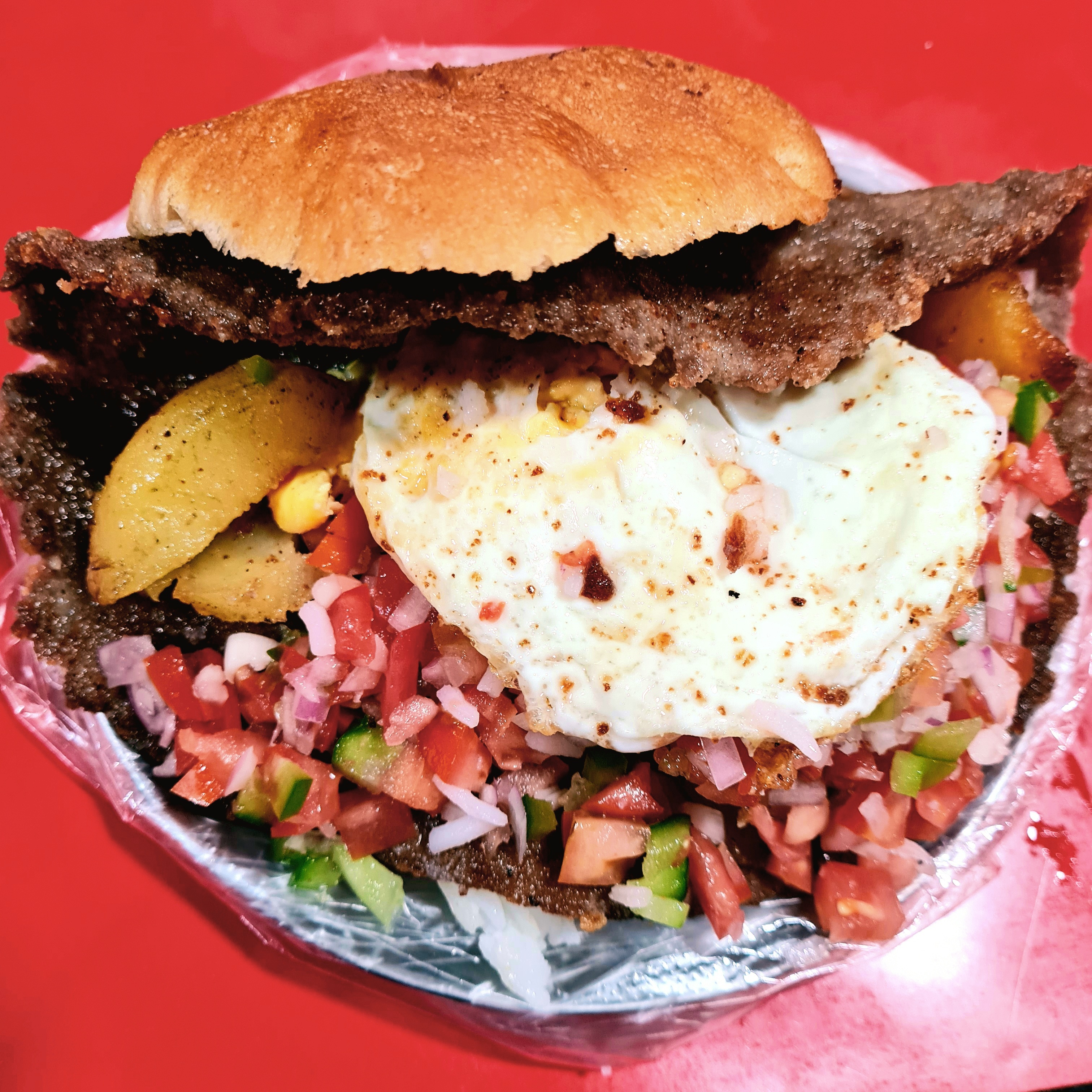
Болівійський транкапечо